# Olivier Tielemans
Olivier Tielemans (ur. 1 czerwca 1984 w Weert) – holenderski kierowca wyścigowy.

## Kariera
Tielemans rozpoczął karierę w wyścigach samochodowych w 2002 roku od startów w Formule Renault Monza oraz Włoskiej Formule Renault Campus. Z dorobkiem odpowiednio 26 i 81 punktów uplasował się tam odpowiednio na 16 i czwartej pozycji w klasyfikacji generalnej. W tym samym roku wystąpił również gościnnie w Europejskim Pucharze Formuły Renault 2000 oraz we  Włoskiej Formule Renault. W późniejszych latach pojawiał się także w stawce Formuły Renault Habo DaCosta, Formuły Renault Benelux, Formuły 3000, 3000 Pro Series, Mégane Trophy Eurocup, Deutsche Tourenwagen Masters, World Touring Car Championship, Niemieckiego Pucharu Porsche Carrera oraz Blancpain Endurance Series.